# Antoni Laub

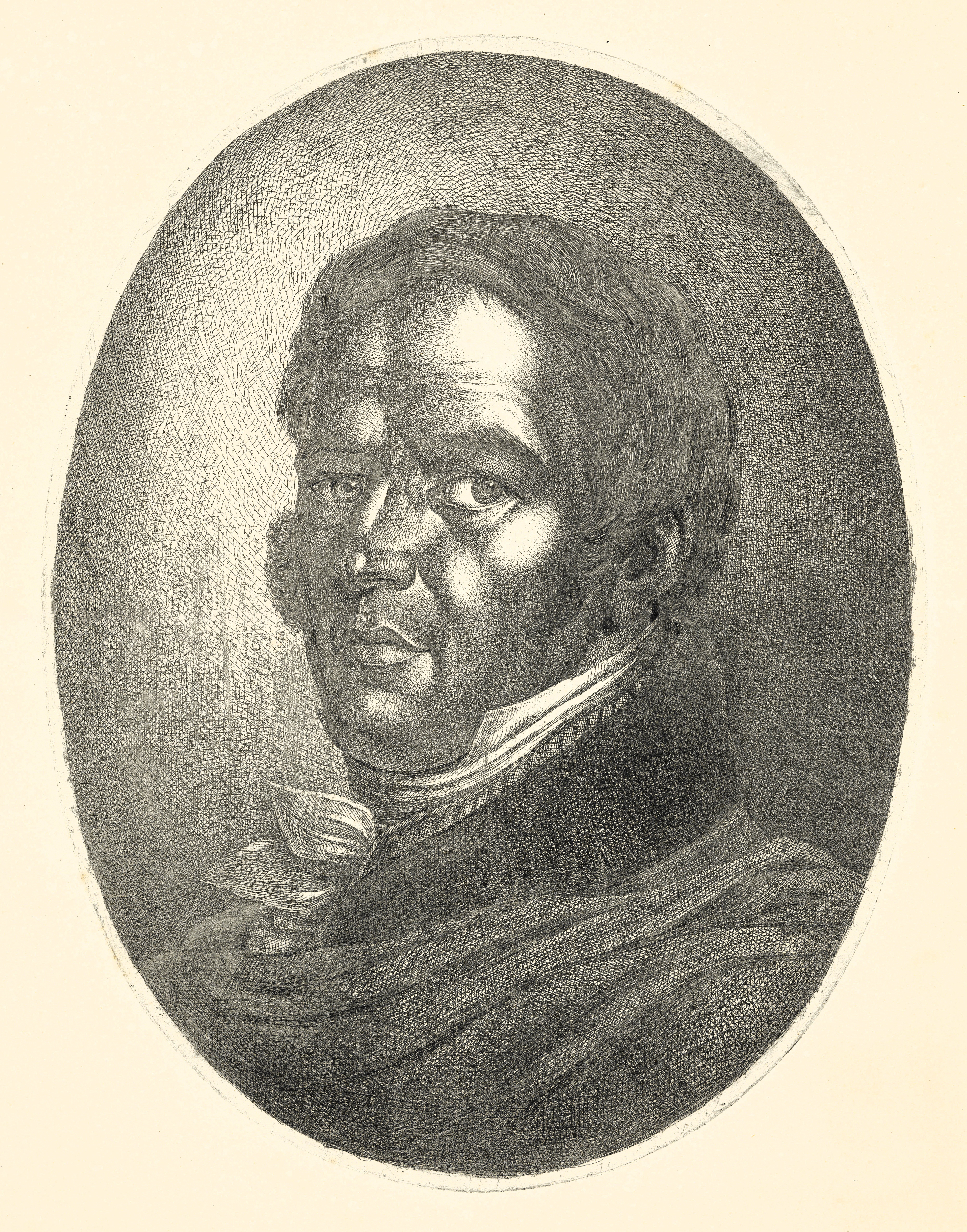
Antoni Laub, Stich von Kajetan Kilisiński, 1838.

Antoni Laub, auch Anton(i) Laube, de Laube (* 1792 in Winniki bei Lemberg (Galizien, Habsburgermonarchie); † 7. Februar 1843 in Lemberg) war ein polnischer Maler, Miniaturmaler und Lithograf.

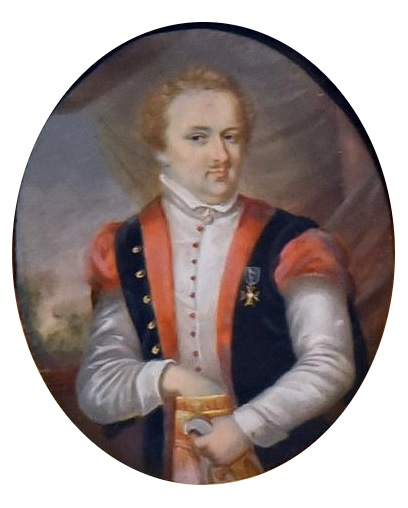
Antoni Laub: Aleksander Stadnicki

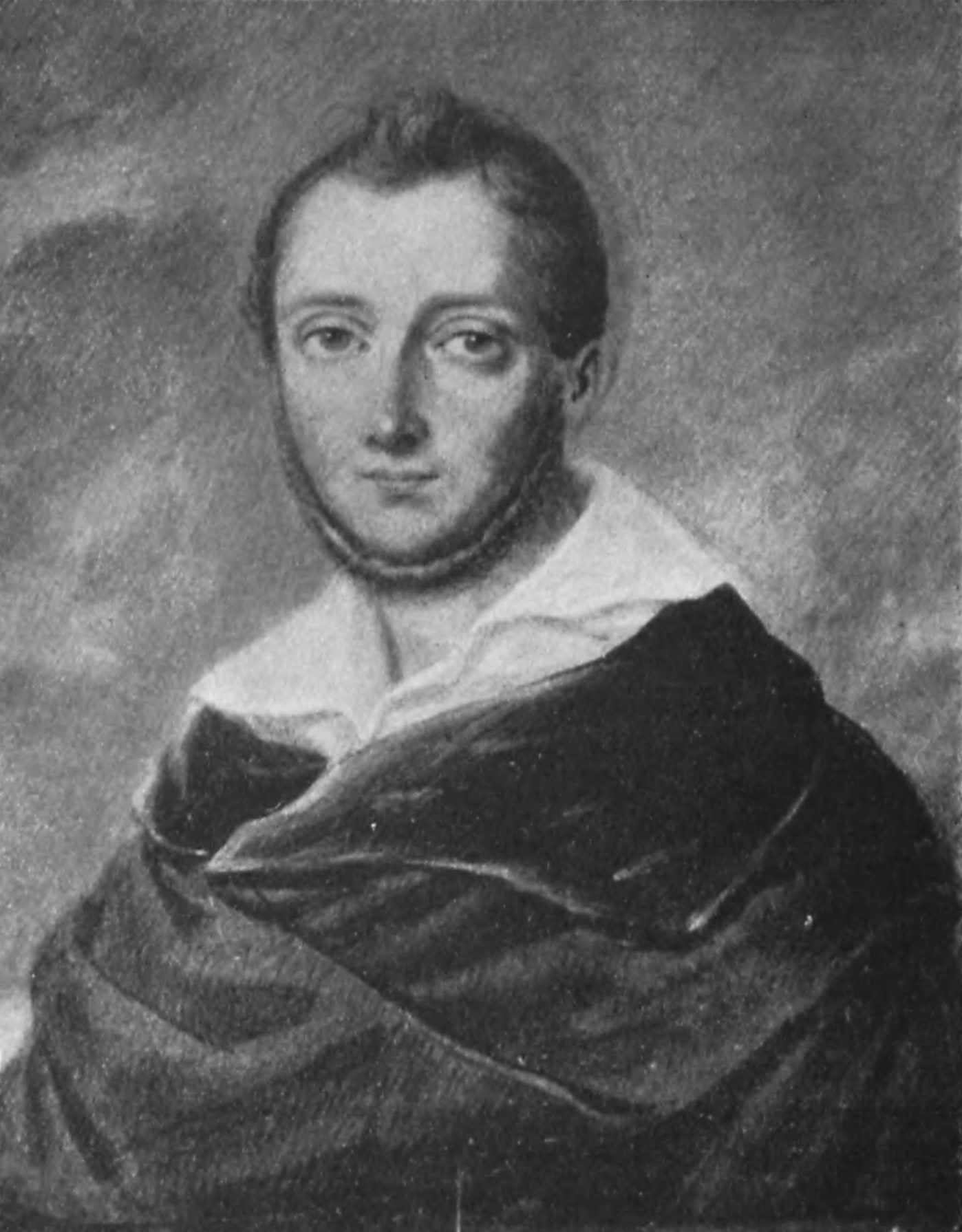
Antoni Laub: Graf Gołuchowski

## Leben
Laub stammte aus einer ungarischen Familie. Seitdem er in Lemberg wohnte, nahm er dort Malunterricht bei Karl Gottlieb Schweikart, Józef Buisset und Józef Klimes. Später war er wahrscheinlich auch in Kontakt mit Wiener Malern, aber vor allem war er ein aktives Mitglied der Lemberger Künstlergemeinschaft, in der er eine führende Position als Porträtist innehatte. Er war auch eng mit dem galizischen Adel verbunden, insbesondere mit Józef Gwalbert Pawlikowski, den er in Medyka öfters mit Antoni Lange besuchte. In Medyka traf er Franciszek Ksawery Prek, einen taubstummen Maler und Tagebuchschreiber; In seinen Memoiren charakterisierte Prek Laub als den Schöpfer anmutiger Porträts, der aber nicht sehr talentiert darin war, die Ähnlichkeit wiederzugeben.
Er schuf Miniaturen und lithografierte Porträts, die er im Biedermeier-Stil ausführte. Seine Lithografien fertigte er in der Lemberger Anstalt von Piotr Piller an. Er versuchte sich auch am Ölgemälde und fertigte Radierungen an. Neben seiner schöpferischen Arbeit war er auch Kunstsammler und -händler und gab privaten Mal- und Zeichenunterricht.
Ab 1833 war Laub Mitglied der Wissenschaftlichen Gesellschaft am Ossolineum. Bereits früher hatte er Kontakte zu dieser Gesellschaft – 1830 veröffentlichte er in der „Czasopismo Naukowe Księgozbioru Publicznego im. Ossolińskich“ (Wissenschaftliche Zeitschrift der Öffentlichen Ossolińscy-Buchsammlung) ein Porträt von Marcelina Worcellowa geb. Bielska. Für die Zwecke des Ossolineum machte er auch "Castrum Doloris" zu Ehren des verstorbenen Kaisers Franz II.
1837 präsentierte Laub im Rathaus von Lemberg eine Ausstellung mit Gemälden aus seiner eigenen Sammlung – 105 Werke, von denen einige wahrscheinlich seiner Urheberschaft waren.
Laub starb nach einem Schlaganfall und wurde auf dem Łyczakowski-Friedhof in Lemberg begraben. Er hatte eine polnische Frau, die nach seinem Tod die meisten Gemälde aus seiner Sammlung ausverkaufte und einen kleinen Teil davon nach Prag mitnahm.
Nach dem Tod des Künstlers wurden seine Werke mehrmals ausgestellt: 1847, 1894, 1924 und 1937 in Lemberg, 1898 und 1912 in Warschau, 1905 in Wien und 1910 und 1939 in Krakau. Ausstellungen aus der Jahrhundertwende enthüllten eine große Anzahl seiner Werke, insbesondere Miniaturen, die sich in Privatsammlungen befanden und die bis dahin unbekannt waren. Seine Arbeiten gelangten auch an Institutionen, z. B. das Gemälde Junge Frau in einem weißen Kleid (1834) befindet sich in Sammlungen der Jagiellonischen Bibliothek und mehrere Porträtlithografien prominenter polnischer Persönlichkeiten im Nationalmuseum in Krakau. Darüber hinaus werden Laubs Werke im Schloss Pleß, in Bezirksmuseen in Tarnów, Toruń und Rzeszów, in der Polnischen Nationalbibliothek, im Historischen Museum der Stadt Lemberg, in der Lemberger Nationalkunstgalerie, im Schloss Łańcut und in der Ossolineum-Bibliothek in Wrocław aufbewahrt.

## Einschätzung
Der Kunsthistoriker Michał Domański (1936–2005) wirft Laubs Porträtminiaturen vor, insbesondere solchen, die Frauen darstellen, sentimentale und idealisierende Typisierung, schätzt aber gleichzeitig Laubs meisterhafte Ausführung und seine Geschicklichkeit bei Verwendung von Farben.
Laubs Porträts, sowohl Miniaturen als auch Lithografien, zeigen hauptsächlich Persönlichkeiten der galizischen Aristokratie und des Adels, hohe Beamte, Künstler und Schriftsteller. Unter den Dargestellten waren unter anderem Fürst Adam Jerzy Czartoryski, Erzbischof Kajetan Augustyn Warteresiewicz, Gouverneur von Galizien Ferdinand Karl von Este, Aleksander Fredro, Dramatiker und Regisseur Jan Nepomucen Kamiński, Piotr Piller, Schauspielerin Leontyna Halpertowa, Kanoniker Jan Ławrowski, Lemberger Apotheker Wincenty Ziętkiewicz, Wincenty Hausner, Józefa und Teodor Jaworscy.